# Fiscalismo
Fiscalismo es un término que puede ser empleado para referirse a la teoría económica por la cual el gobierno debe confiar en la política fiscal como el instrumento principal de política macroeconómica. En este sentido, el fiscalismo contrasta con el monetarismo, que está asociado con un gobierno que confía más bien en su política monetaria.